# Van Hoorn (geslacht)

Geslachtswapen (1814)

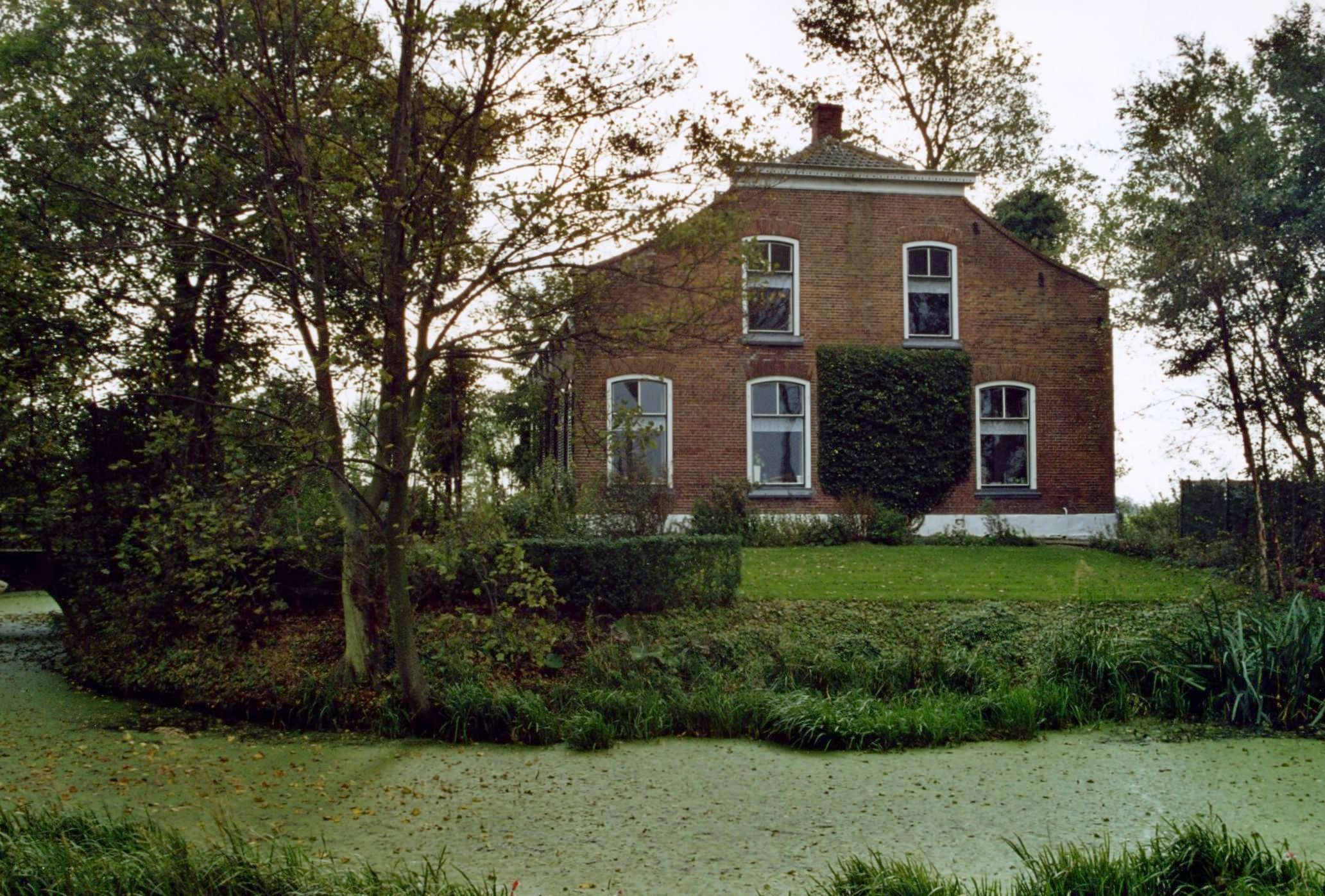
Kasteel Crayenstein, Burgh (2010)

Van Hoorn (ook: Westpalm van Hoorn en: Westpalm van Hoorn van Burgh) is een Nederlands geslacht waarvan leden sinds 1814 tot de Nederlandse adel behoren.

## Geschiedenis
De stamreeks begint met Claes Jochemsz van Hoorn die zich vanuit Schagen in Vlissingen vestigde, daar lid van de gereformeerde gemeente werd in 1625 en tussen 1641 en 1660 overleed. Nazaten van hem werden regenten in Zeeland en onder andere burgemeester van Vlissingen, en zij waren bewindhebbers van de VOC en de WIC. Tot in de 20e eeuw vervulden telgen bestuursfuncties op lokaal, provinciaal en landelijk niveau. Van de 18e eeuw tot de 20e waren zij eigenaar van de heerlijkheid Burgh, lang verbonden aan het kasteel Crayenstein.
Bij Souverein Besluit van 28 augustus 1814 werd mr. Jan Cornelis Reinier van Hoorn (1790-1862) erkend als edele van Zeeland waardoor hij en zijn nageslacht tot de Nederlandse adel gingen behoren.
In 1995 waren er nog zes mannelijke telgen in leven, de laatste geboren in 1991.

## Enkele telgen
Mr. Nicolaas van Hoorn, heer van Burgh en Crayesteyn (1703-1776), burgemeester van Vlissingen; trouwde in 1729 met Catharina Henriëtta de Huybert, vrouwe van Burgh en Crayesteyn (1710-1736) waardoor heerlijkheid en slot beide in het geslacht Van Hoorn kwamen
- Mr. Jan Cornelis van Hoorn, heer van Burgh en Crayesteyn (1744-1786), burgemeester van Vlissingen
  - Mr. Nicolaas van Hoorn, heer van Burgh en Crayesteyn (1767-1804), schepen, raad in de vroedschap en thesaurier van Vlissingen
    - Jhr. mr. Jan Cornelis Reinier van Hoorn, heer van Burgh en Westland (1790-1862), lid van de Tweede Kamer en van de Raad van State
      - Jhr. Jan Westpalm van Hoorn, heer van Burgh (1817-1881), burgemeester van Gorinchem, lid van provinciale staten
        - Jhr. mr. Jan Cornelis Reinier van Hoorn, heer van Burgh (1844-1891), luitenant-ter-zee; trouwde in 1889 met jkvr. Josina Cornelia Anolda van Rappard, vrouwe van Burgh (1856-1940)
        - Jkvr. Geertruida Johanna Westpalm van Hoorn (1849-1923); trouwde in 1872 met George Gerardus Couperus (1819-1876), ambtenaar Binnenlands Bestuur, lid van de familie Couperus en oom van de schrijver Louis Couperus (1863-1923); zij hertrouwde in 1879 met Willem Karel Lodewijk van Helden (1834-1914), luitenant-generaal en Gouverneur der Residentie
        - Jhr. Nicolaas Johan Westpalm van Hoorn (1858-1915), administrateur en superintendent cultuurondernemingen
          - Jhr. Nicolaas Johan Westpalm van Hoorn, heer van Burgh (1889-1944), secretaris plantersbond, commissionair in effecten
            - Jhr. mr. Nicolaas Johan Westpalm van Hoorn van Burgh, heer van Burgh (1916-1999), vicevoorzitter raad van bestuur Nationale-Nederlanden
              - Jhr. drs. Nicolaas Johan Westpalm van Hoorn van Burgh (1945), oud-interim-manager, chef de famille

            - Jkvr. Cordula Westpalm van Hoorn van Burgh (1921-2006); trouwde in 1958 (echtscheiding 1970) mr. Albrecht Nicolaas baron de Vos van Steenwijk (1912-1996), commandant der Nederlandse Zeemacht